# Sosnovy Bor
Sosnovy Bor (Сосно́вый Бор en ruso) es una localidad rusa del óblast de Leningrado localizada a orillas del golfo de Finlandia a 81 km al oeste de San Petersburgo. La zona está enclavada en el distrito de Lomonóvski.
De acuerdo con el censo de 2013, la población era de 66.967 habitantes.

## Historia

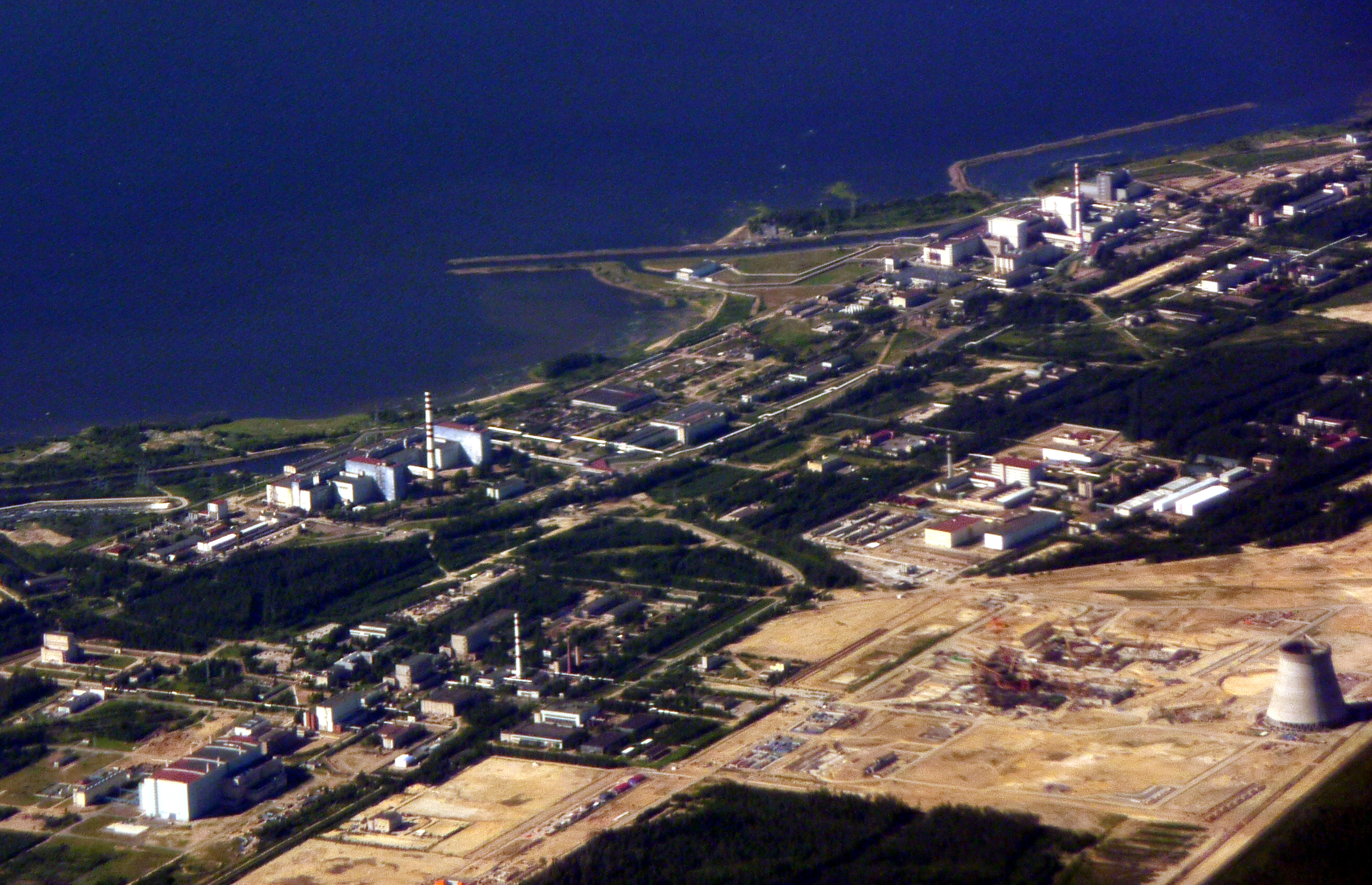
Imagen aérea de la central nuclear con las plantas I, II, III y IV

Fue fundada en 1958 como asentamiento de tipo urbano. Una década después se construiría e inauguraría la Central Nuclear de Leningrado favoreciendo la economía de la zona. En aquel entonces, formaba parte del distrito de Lomonósovski hasta el 19 de abril de 1973 cuando obtuvo el estatus de ciudad y pasó a ser una localidad significativa de la provincia pasando a ser independiente del distrito.

## Estatus administrativo y municipal
Como parte de las subdivisiones de las regiones rusas, Sosnovy Bor fue incorporada como parte del municipio de Sosnovoborski con un estatus administrativo similar al de un "ókrug" que garantiza la igualdad entre los demás distritos.

## Economía
La principal fuente de recursos de la localidad son las investigaciones, energía industrial e instalaciones militares, estas características dificultan el acceso de la ciudad siendo necesario un permiso especial a excepción de los vecinos.

### Industria
En Sosnovy Bor se encuentran varios institutos de investigación e industrias de la construcción. En 2005 los ingresos de producción crecieron un 15%.
Los principales centros económicos son:
- La central nuclear de Leningrado
- Instituto Tecnológico de Investigaciones Aleksándrov - subvencionado por el Estado y dedicado al desarrollo y pruebas de navieros y submarinos nucleares.[6]
- Planta de residuos nucleares - propiedad de la empresa RosRAO (РосРАО)[7]
- Institución Estatal de Optoelectrónica

### Transporte
La localidad tiene conexión férrea con San Petersburgo a través de la línea 1 del metro.
En cuanto a la red de carreteras, se puede acceder desde la capital de la región por Lebyazhye, Kingisepp y Vólosovo.